# Pereszkefélék
A pereszkefélék (Tricholomataceae) az Agaricomycetes osztályának és a kalaposgombák (Agaricales) rendjének egyik családja mintegy 120 nemzetséggel. A család névadó nemzetsége a valódi pereszke (Tricholoma).

## Származásuk, elterjedésük
Magyarországon gyakori nemzetségeik:
- Calocybe
- tölcsérgomba (Clitocybe)
- fülőke (Collybia)
- tölcsérpereszke (Lepista)
- álpereszke (Lyophyllum)
- lágypereszke (Melanoleuca)
- élősdigomba (Nyctalis spp.)
- békagomba (Omphalina)
- dücskőgomba (Panellus)
- áltölcsérgomba (Pseudoclitocybe)
- valódi pereszke (Tricholoma)

Előfordul még:
- barna csoportospereszke (Lyophyllum fumosum)
- laskapereszke (Hypsizygus ulmarius)

## Megjelenésük, felépítésük
Többnyire nagy vagy közepes termetű, kalapos gombák. Húsuk vastag, rostos, lisztszagú.
Kalapjuk fiatalon domború, majd ellaposodik. A kalap felülete lehet csupasz, pikkelyes, gyapjas vagy szálas. Lemezeik a tönk előtt ívesen felkanyarodnak, és gyakran egy kis foggal nőnek a tönkhöz — ez az úgynevezett „pereszkefog”.
Tönkjük általában egyenletesen vastag, tömör, szálas, rostos; nincs se gallérja, se bocskora.
Tojásdad bazidiospóráik felülete sima.

## Életmódjuk, élőhelyük
Vannak korhadéklakó fajok, de legtöbbjük különböző (lomb-, illetve tűlevelű) fákkal él mikorrhiza gyökérkapcsolatban.

## Felhasználásuk
A legtöbb faj nem mérgező, de étkezésre alkalmatlan.
Jó ízű, ehető fajok:
- fenyő-pereszke (Tricholoma terreum),
- lila pereszke (Lepista nuda),
- májusi pereszke (Calocybe gambosa);

mérgező:
- párducpereszke (Tricholoma pardinum).

## Nemzetségeik a Magyarországon ismertebb fajokkal
- Aeruginospora
- Amparoina
- Ampulloclitocybe
- Arrhenia
- Arthrosporella
- Asproinocybe
- Asterophora
- Austroclitocybe
- Austroomphaliaster
- Caesposus
- Callistodermatium
- Callistosporium
- Calocybe

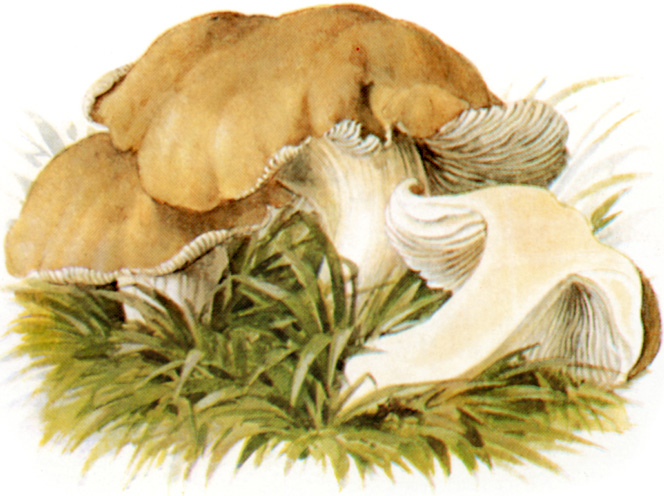
májusi pereszke

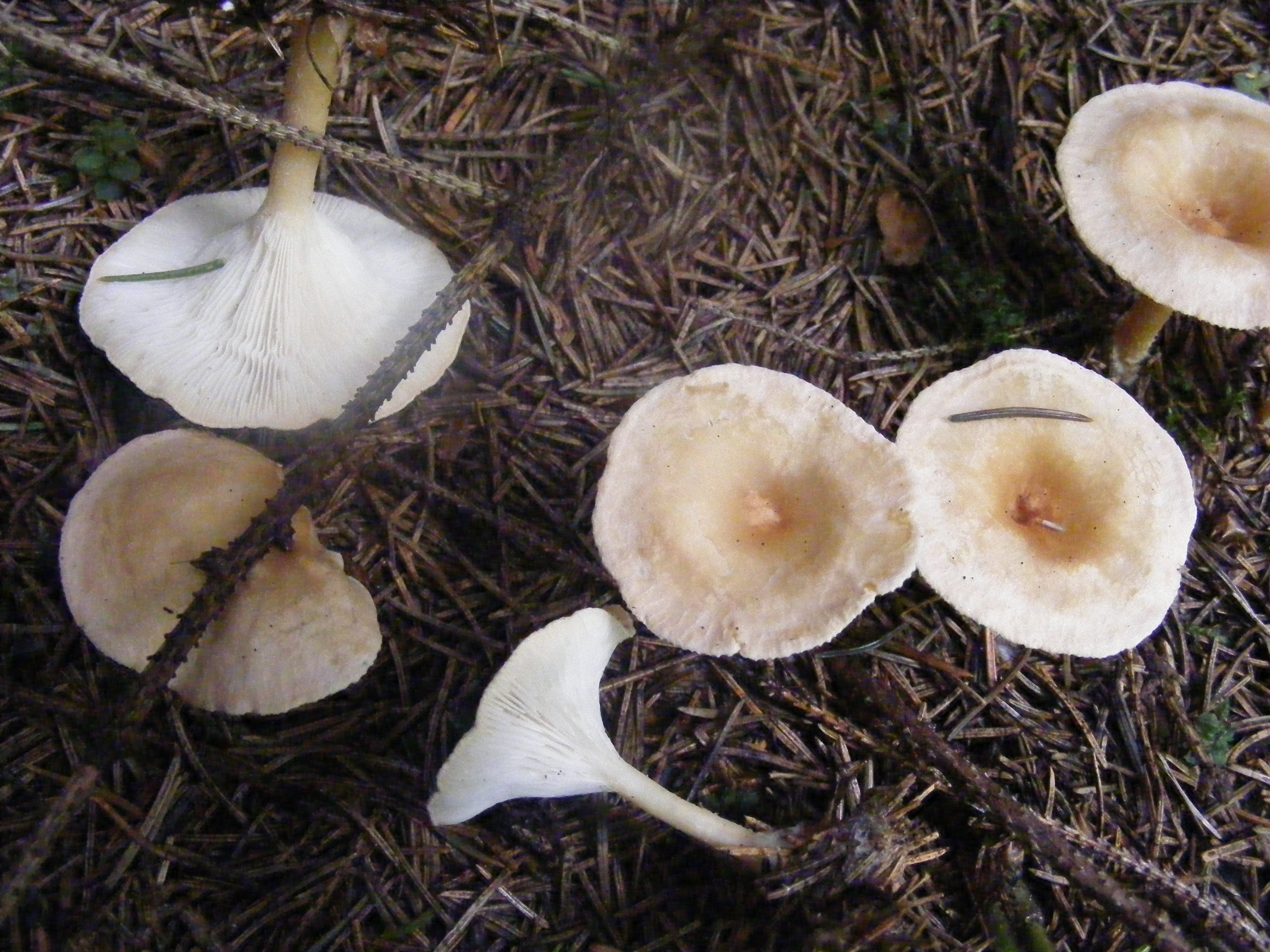
sereges tölcsérgomba

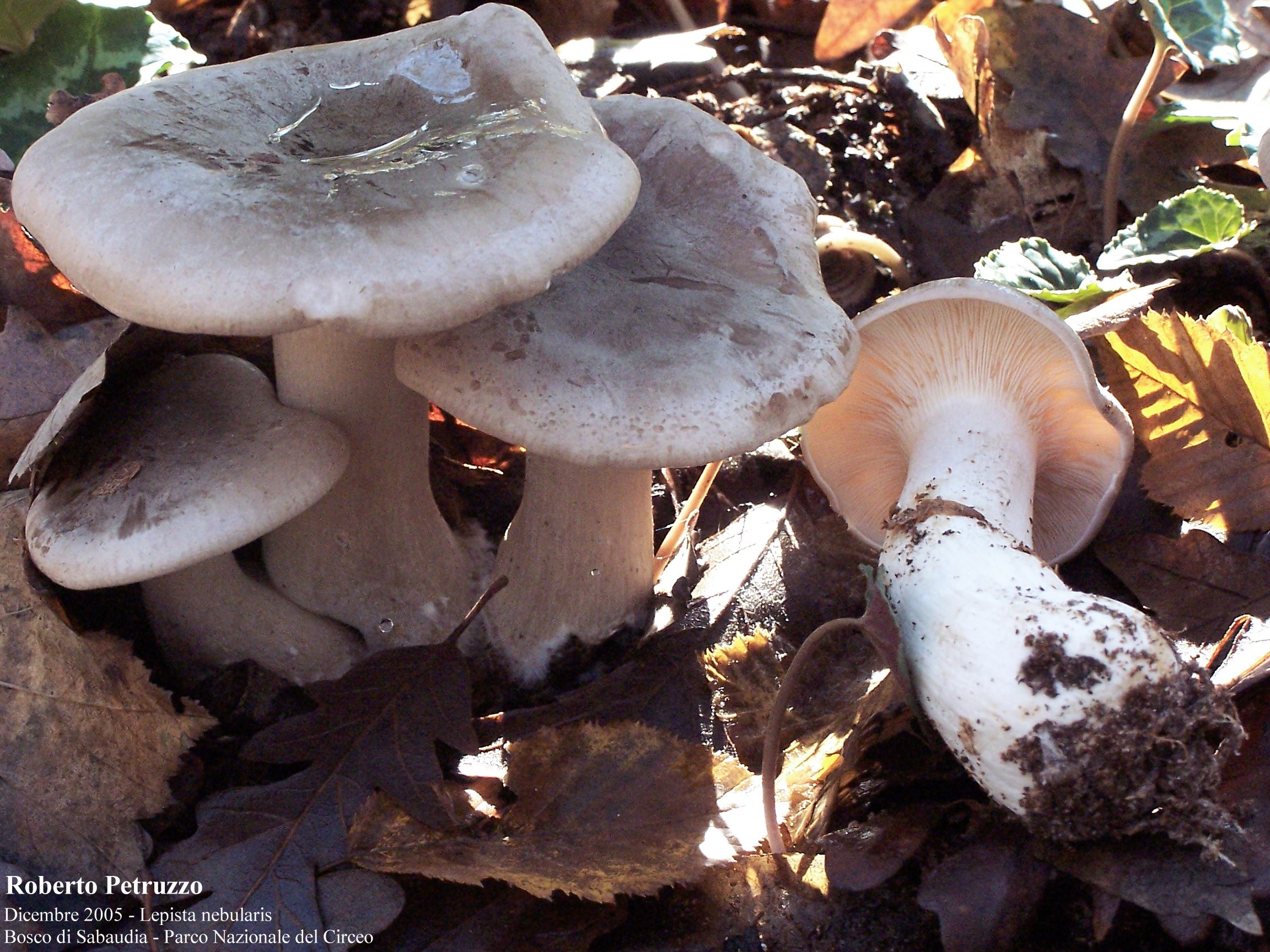
Szürke tölcsérgomba

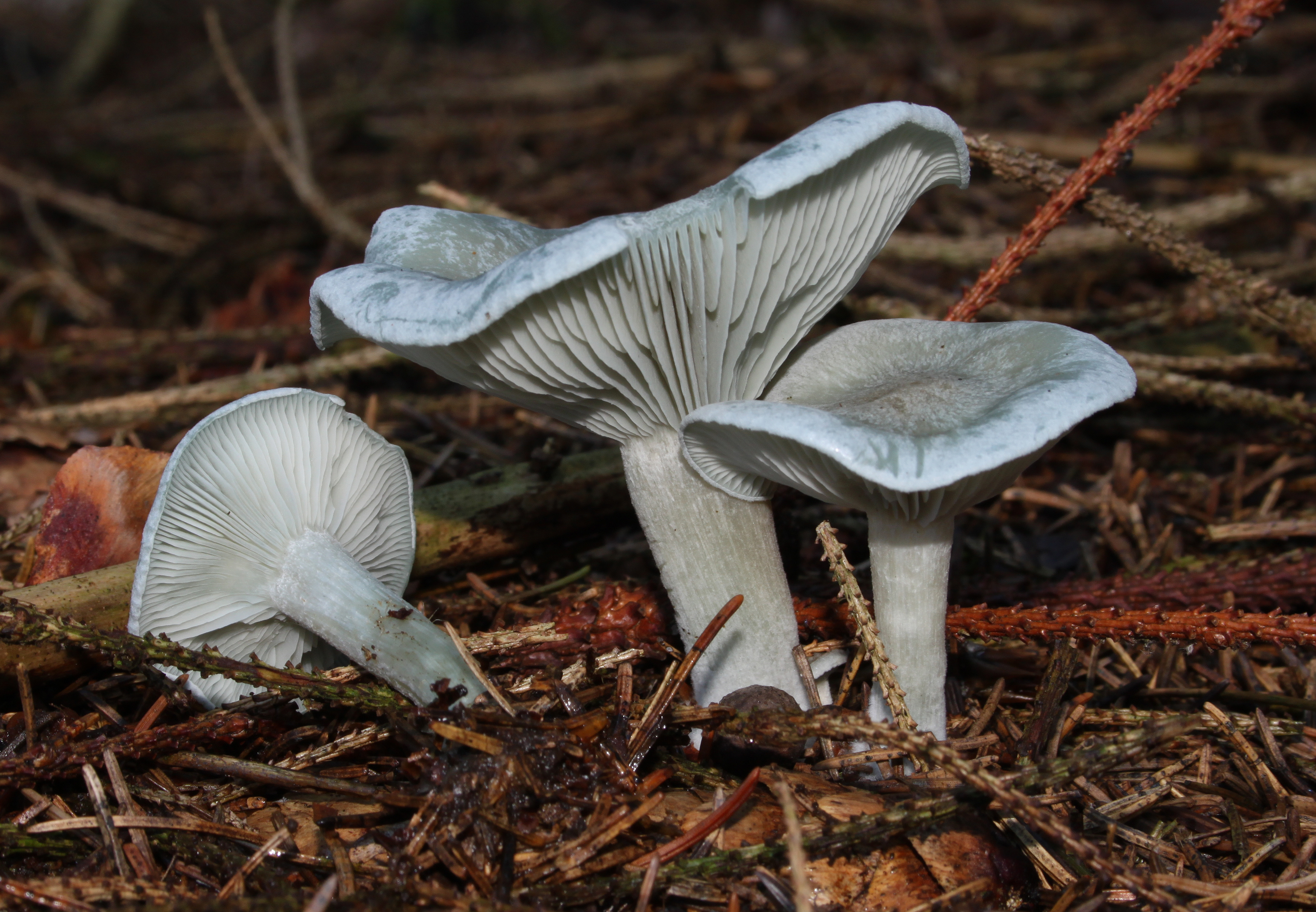
Zöld ánizsgomba

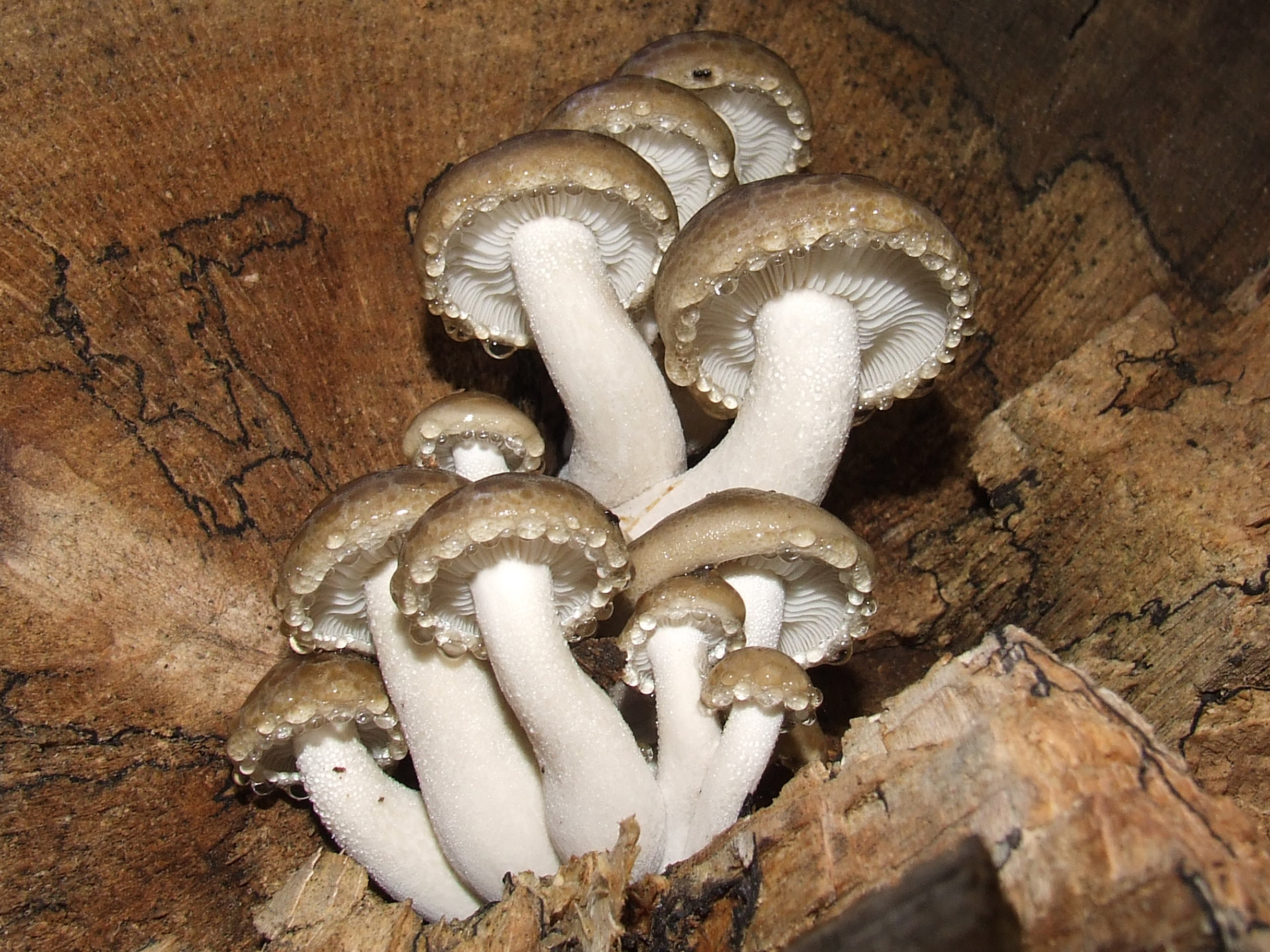
Laskapereszke

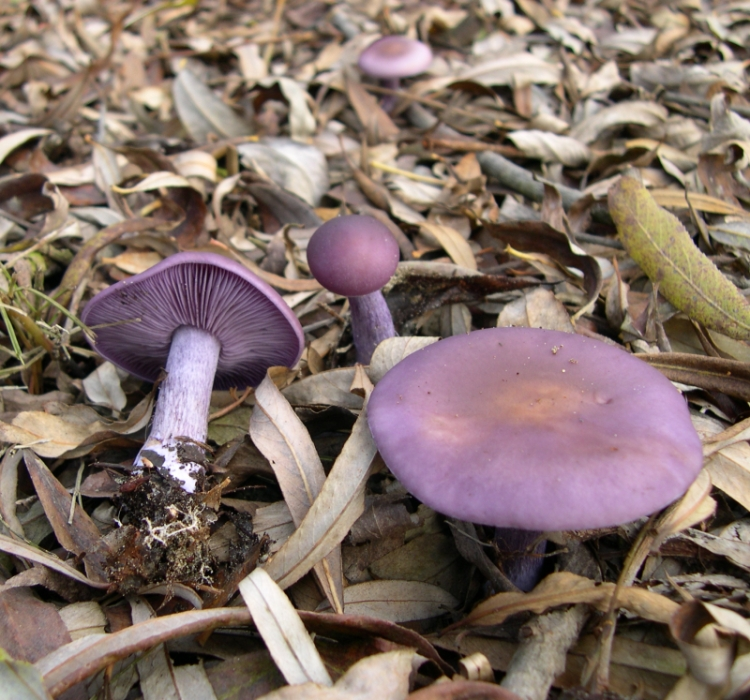
Lila pereszke

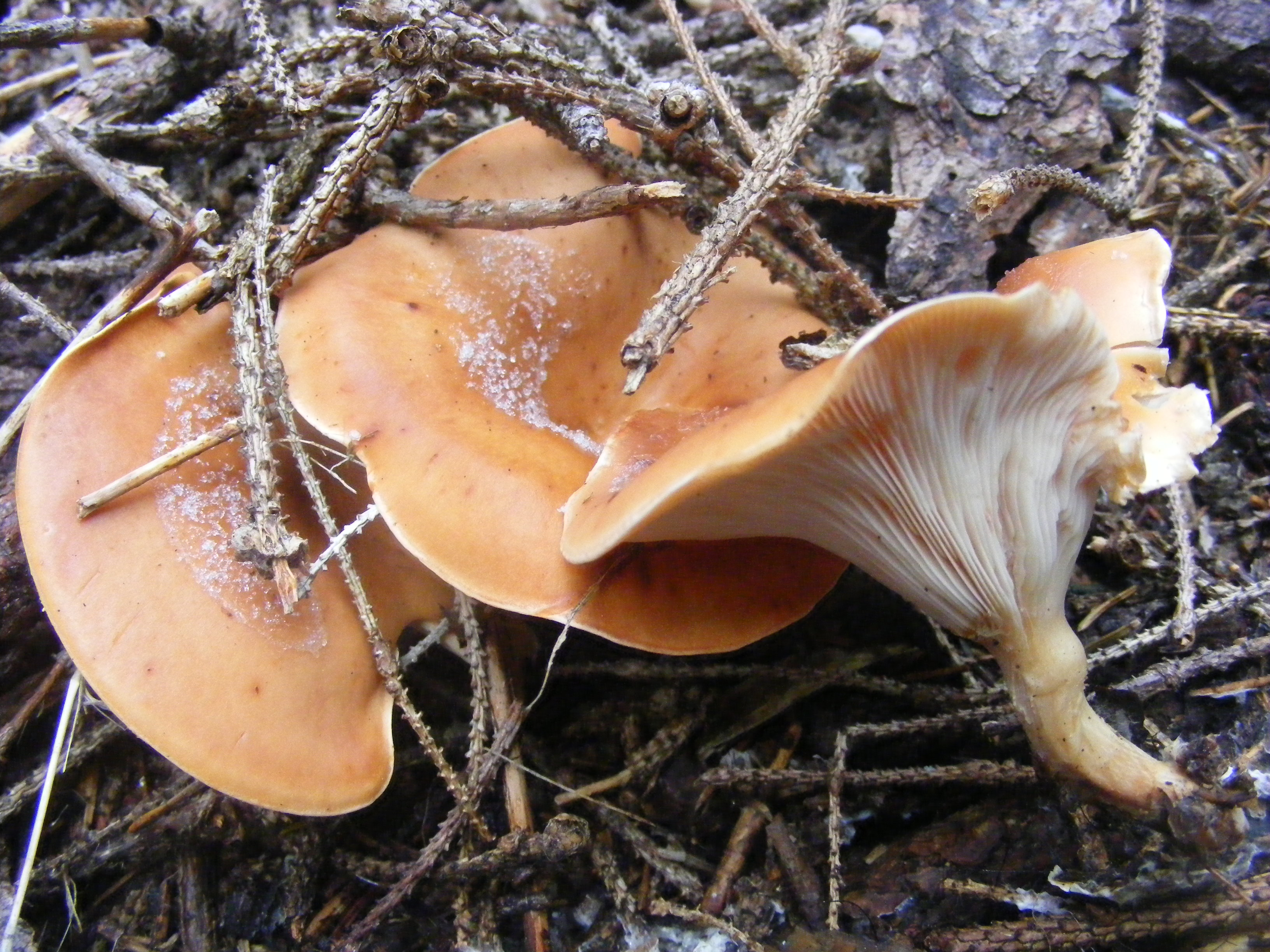
Rozsdasárga tölcsérpereszke

  - hússzínű pereszke (Calocybe carnea) (Bull.:Fr.)Donk
  - ibolyás pereszke (Calocybe ionides) (Bull.:Fr.)Donk
  - májusi pereszke (Calocybe gambosa) (Fr.)Donk
- Calyptella
- Camarophyllopsis
- Campanophyllum
- Cantharellopsis
- Cantharellula
- Cantharocybe
- Catathelasma
- Catatrama
- Caulorhiza
- Cellypha
- Cheimonophyllum
- Chromosera
- Chrysomphalina
- Clavicybe
- Clavomphalia
- tölcsérgomba (Clitocybe)
  - óriás tölcsérgomba (Clitocybe geotropa) (Bull.:Fr.)Quél.
  - sereges tölcsérgomba (Clitocybe gibba)
  - szürke tölcsérgomba (Clitocybe nebularis) (Batsch:Fr.)Kummer
  - zöld ánizsgomba (Clitocybe odora) (Bull.:Fr.)Kummer
- Clitocybula
- fülőke (Collybia)
  - árvégű fülőke (Collybia fusipes) (Bull.:Fr.)Quél.
  - borzas tönkű fülőke (Collybia hariolorum) (DC.:Fr.)Quél.
  - bunkós lábú fülőke (Collybia butyracea)
  - csavart tönkű fülőke (Collybia distorta) (Fr.)Quél.
  - foltos fülőke (Collybia maculata) (Alb.& Schw.:Fr.)Kumm.
  - gyapjas lábú fülőke (Collybia peronata) (Bolt.:Fr.)Singer
  - pelyhes tönkű fülőke (Collybia confluens) (Pers.:Fr.)Kummer
  - rozsdásszárú fülőke (Collybia dryophila) (Bull.:Fr.)Kummer
  - vöröses fülőke (Collybia succinea) (Fr.)Quél.
  - Collybia hybrida (Kuehn.& Romagn.)Svrc.& Kubic.
  - Collybia marasmioides (Britz.)Brsky.& Stangl
- Conchomyces
- Connopus
- Crinipellis
- Cynema
- Cyphellocalathus
- Cystodermella
- Decapitatus
- Delicatula
- Dendrocollybia
- Dennisiomyces
- Dermoloma
- Fayodia
- Flabellimycena
- Floccularia
- Gamundia
- Gymnopus
- Gyroflexus
- Haasiella
- Hemimycena
- Humidicutis
- Hydropus
- Hygroaster
- Hygrocybe
- Hygrophorus
- Hypsizygus
  - laskapereszke (Hypsizygus ulmarius)
- Infundibulicybe
- Lactocollybia
- Lampteromyces
- Lepista
  - halványlila pereszke (Lepista glaucocana)
  - illatos pereszke (Lepista irina) (Fr.)Bigelow
  - lila pereszke (Lepista nuda) (Bull.:Fr.)Cke.
  - lilatönkű pereszke (Lepista personata) (Fr.:Fr.)Cke.
  - márványos pereszke (Lepista panaeola) (Fr.)P.Karst.
  - szürkéslila pereszke (Lepista sordida) (Schum.:Fr.)Sing.
- Leucoinocybe
- Leucopaxillus
- Leucopholiota
- Lichenomphalia
- Lulesia
- Lyophyllopsis
- álpereszke (Lyophyllum)
  - barna csoportospereszke (Lyophyllum fumosum) (Pers.:Fr.)K. et R. ex Orton
  - sötét csoportospereszke (Lyophyllum decastes)
  - fehércsokros pereszke (Lyophyllum connatum)
  - foltosodó pereszke (Lyophyllum semitale)
  - füstszürke pereszke (Lyophyllum immundum)
  - gesztenyebarna csoportospereszke (Lyophyllum loricatum)
  - gyökerező szürkefülőke (Lyophyllum rancidum) (Fr.)Singer
  - kékülő álpereszke (Lyophyllum transforme)
  - fehércsokros álpereszke (Schum.:Fr.)Singer
- Macrocybe
- Maireina
- Megacollybia
  - széles lemezű fülőke (Megacollybia platyphylla) (Pers.:Fr.)Kotl. & Pouz.
- lágypereszke (Melanoleuca)
  - szemölcsös lágypereszke (Melanoleuca verrucipes) (Fr.)Sing.
  - Melanoleuca exscissa (Fr.)Singer
- Metulocyphella
- Microcollybia
- élősdi fülőke (Microcollybia cirrhata) (Pers.:Fr.)Lenn.
- gombán termő fülőke (Microcollybia tuberosa) (Bull.:Fr.)Lennox
- Microcollybia cookei (Bres.)Lennox
- Moniliophthora
- Mycenella
- Mycoalvimia
- Myxomphalia
- Nematoctonus
- Neoclitocybe
- Neonothopanus
- Nothoclavulina
- Nothopanus
- élősdigomba (Nyctalis)
  - fátyolos élősdigomba (Nyctalis parasitica) (Bull.:Fr.)Fr.
  - porzó élősdigomba (Nyctalis asterophora) Fr.
- Omphaliaster
- békagomba (Omphalina)
  - moha békagomba (Omphalina sphagnicola) (Berk.)Moser
- Ossicaulis
- Palaeocephala
- dücskőgomba (Panellus)
  - kis dücskőgomba (Panellus stypticus) (Bull.:Fr.)Karst.
- Paralepista
  - fakósárga tölcsérgomba (Paralepista gilva)
  - rozsdasárga tölcsérgomba (Paralepista flaccida)
- Peglerochaete
- Pegleromyces
- Phaeolepiota
- Phaeomycena
- Phyllotopsis
- Physocystidium
- Pleurella
- Pleurocollybia
- Pleurocybella
- Porpoloma
- Pseudoarmillariella
- Pseudobaeospora
- áltölcsérgomba (Pseudoclitocybe)
  - kávébarna áltölcsérgomba (Pseudoclitocybe cyathiformis) (Bull.:Fr.)Singer
- Pseudohiatula
- Pseudolasiobolus
- Pseudoomphalina
- Resinomycena
- Resupinatus
- Rhodotus
- Rimbachia
- Ripartitella
- Ripartites
- Roridomyces
- Rubeolarius
- Semiomphalina
- Sinotermitomyces
- Squamanita
- Stanglomyces
- Tectella
- Tephrocybe
- Termitomyces
- Tilachlidiopsis
- valódi pereszke (Tricholoma)
  - aprópikkelyű pereszke (Tricholoma imbricatum) (Fr.:Fr.)Kummer
  - büdös pereszke (Tricholoma sulphureum) (Bull.:Fr.)Kummer
  - bükki pereszke (Tricholoma sciodes) (Pers.)Mart.
  - csípős pereszke (Tricholoma virgatum) (Fr.:Fr.)Kummer
  - fehér pereszke (Tricholoma album) (Schaeff.:Fr.)Quél.
  - szenesedő pereszke (Tricholoma ustale) (Fr.:Fr.)Kummer
  - fekete szegélyű pereszke (Tricholoma bresadolanum) Clém.
  - fenyő-pereszke (Tricholoma terreum) (Schaeff.:Fr.)Kummer
  - galambpereszke (Tricholoma columbetta) (Fr.)Kummer
  - keserű pereszke (Tricholoma acerbum) (Bull.:Fr.)Quél.
  - narancsvörös pereszke (Tricholoma aurantium) (Schff.:Fr.)Ricken
  - párducpereszke (Tricholoma pardalotum) Herink & Kotl.
  - sárguló pereszke (Tricholoma argyraceum) (Bull.)Gill.
  - szakállas pereszke (Tricholoma vaccinum) (Pers.:Fr.)Kummer
  - szappanszagú pereszke (Tricholoma saponaceum) (Fr.)Kummer
  - szürke pereszke (Tricholoma portentosum) (Fr.)Quél.
  - cirmoskalapú pereszke (Tricholoma sejunctum) (Sow.:Fr.)Quél.
  - bíbortövű pereszke (Tricholoma basirubens) (Bon)Riva et Bon
  - óriás pereszke (Tricholoma colossum) (Fr.)Quél.
  - émelyítő pereszke (Tricholoma lascivum) (Fr.)Gill. (non ss.Ricken)
  - sárgalemezű pereszke (Tricholoma fulvum)
  - Tricholoma sudum (Fr.)Quél.
  - gesztenyebarna pereszke (Tricholoma ustaloides) Romagn.
- Tricholomopsis
- Tricholosporum
- Trogia
- Ugola
- Xeromphalina
  - sárga szegfűgomba (Xeromphalina campanella) (Batsch:Fr.)R.Mre.